# João Vicente Soares da Veiga
João Vicente Soares da Veiga foi um administrador colonial português que exerceu o cargo de Governador no antigo território português subordinado à Índia Portuguesa de Timor-Leste entre 1803 e 1807, tendo sido antecedido por José Joaquim de Sousa e sucedido por António de Mendonça Corte-Real.